# Crassula saginoides
Crassula saginoides (лат.) — вид растений рода Толстянка (Crassula) семейства Толстянковые (Crassulaceae).

## Название
Родовое латинское название Crassula происходит от латинского слова crassus, — «толстый», в основном из-за присутствия у растений этого рода сочных листьев.
Видовой латинский эпитет saginoides происходит от названия рода Sagina и греческого суффикса -oides, — «напоминающий».

## Ботаническое описание
Прямостоячие до полегающих трав до 13,5 см в высоту. Листья эллиптически-обратно-ланцетные, длиной от 2 до 5 мм, острые. Цветки по одному в узле, 4-членные; плодоножка, расширяющаяся в плодах, может достигать от (0,5 до 2) — 19 мм в длину. Чашелистики от треугольных до тупых, размером от 0,9 до 1,3 х 0,4 до 0,9 мм, с редкими черными железистыми точками. Лепестки от продолговатых до яйцевидных, размером от 1,3 до 1,9 х 0,5 до 0,7 мм, длиннее чашелистиков. Семена (6-8) — 10 (-17) в плодолистиках, продолговато-эллипсоидные, размером от 0,39 до 0,42 х 0,14 до 0,2 мм, красновато-коричневые, продольно-бороздчатые.

## Распространение и экология
Природный ареал данного вида охватывает территории от Средней Азии до Монголии, Северной Америки и Эспаньолы. Оно является однолетним растением или гелофитом, в основном произрастающим в умеренном биоме.
Вид был интродуцирован на территории Японии и Португалии.

## Таксономия
Crassula saginoides (Maxim.) M.Bywater & Wickens, первое упоминание в Kew Bull. 39: 708 (1984).

### Синонимы
Гомотипные (основанные на одном и том же номенклатурном типе):
- Tillaea saginoides Maxim. (1880)